# Jewgienij Biełousow (saneczkarz)
Jewgienij Władimirowicz Biełousow (ros. Евгений Владимирович Белоусов; ur. 26 maja 1962 w Moskwie, zm. 12 grudnia 2023) – radziecki saneczkarz, medalista igrzysk olimpijskich, mistrzostw świata i Europy oraz zdobywca Pucharu Świata.

## Kariera
Pierwszy sukces w karierze osiągnął w 1984 roku, kiedy w parze z Aleksandrem Bielakowem zdobył srebrny medal w dwójkach podczas igrzysk olimpijskich w Sarajewie. W tym samym składzie reprezentanci ZSRR zdobyli też złoto na mistrzostwach Europy w Hammarstrand w 1986 roku i brąz na rozgrywanych dwa lata później mistrzostwach Europy w Königssee. Biełousow brał również udział w igrzyskach w Calgary w 1988 roku, gdzie był siódmy w dwójkach. Ponadto wywalczył brązowy medal w zawodach drużynowych podczas mistrzostw świata w Winterbergu w 1989 roku. W sezonie 1987/1988 Bielakow i Biełousow zwyciężyli w klasyfikacji generalnej Pucharu Świata w dwójkach.

## Osiągnięcia

### Igrzyska olimpijskie
| Rok  | Miejsce  | Dwójki |
| ---- | -------- | ------ |
| 1984 | Sarajewo | 2      |
| 1988 | Calgary  | =7.    |

### Puchar Świata

#### Miejsca na podium w klasyfikacji generalnej
| Sezon     | Miejsce |
| --------- | ------- |
| 1987/1988 | 1.      |